# Idaux-Mendy
Idaux-Mendy – miejscowość i gmina we Francji, w regionie Nowa Akwitania, w departamencie Pireneje Atlantyckie.
Według danych na rok 1990 gminę zamieszkiwały 242 osoby, a gęstość zaludnienia wynosiła 25 osób/km² (wśród 2290 gmin Akwitanii Idaux-Mendy plasuje się na 936. miejscu pod względem liczby ludności, natomiast pod względem powierzchni na miejscu 1084.).